# Імперський князь

Геральдична корона імперського князя.

Геральдична мантія імперського князя.

Князь Священної Римської імперії, також Імпе́рський кня́зь або Райхсфюрст (лат. princeps regni, princeps imperii, нім. Reichsfürst) — шляхетний спадковий титул у Священній Римській імперії. Князь (особа княжого титулу, ландграф, герцог або єпископ) за умови, що він володіє феодом у складі Священної Римської імперії і займає місце в рейхстазі. Також —  Ре́йхсфюрст.
Різниця між звичайним князем (фюрстом) і імперським князем (райхсфюрстом) була істотною. Наприклад, Ліхтенштейнам, щоб подолати цю прірву, знадобилося понад 100 років — з 1607 (коли імператор дарував їм княжий титул) до 1713 року (коли вони отримали окреме місце в рейхстазі).

## Право голосу в рейхстазі
Право на участь в рейхстазі у виняткових випадках могло надаватися імператором окремим дворянам за особливі заслуги перед імперією. При цьому деякі з них не мали володінь з імперським статусом. Так, титул князя імперії і місце в Раді князів отримали свого часу представники домів Радзивіллів, Пікколоміні, Лобковіц, Крой та інші.
На рубежі XVII століття рейхстаг ухвалив рішення про заборону надання права голосу в Раді князів особам, які не володіють безпосередніми імперськими ленами. Частині князів вдалося придбати такі лени і зберегти своє місце в Раді князів. (Ліхтенштейни стали володарями Вадуца, Ауерсперги — Тенгена тощо), інші цього зробити не змогли і їхні спадкоємці втратили місце в рейхстазі (Пікколоміні, Порціа).

## Голосуючі

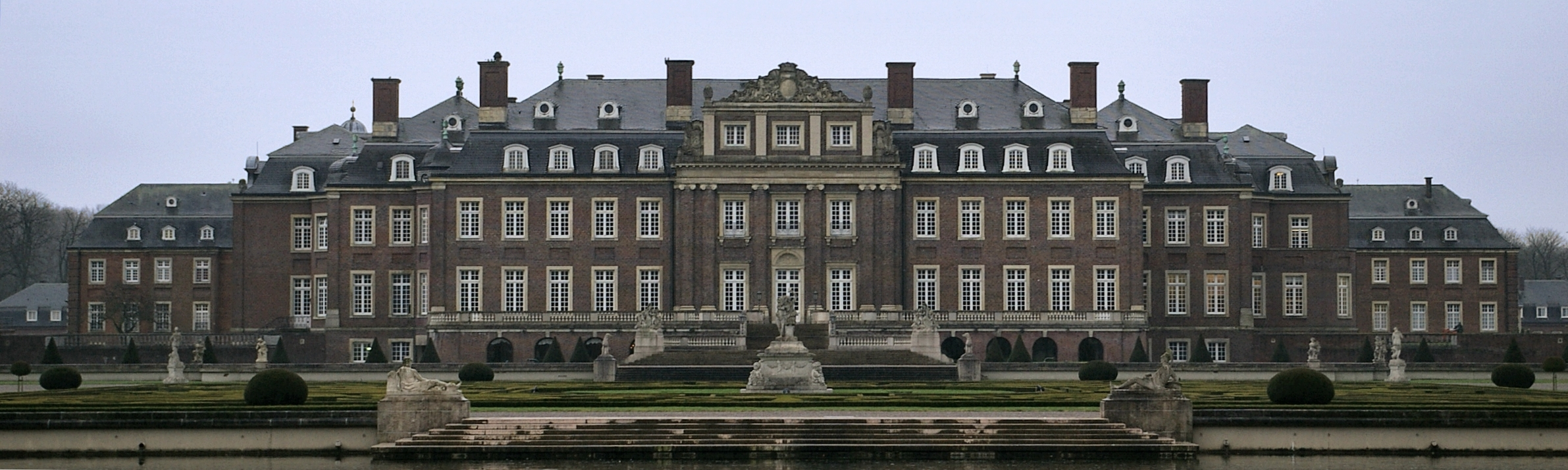
Нордкірхенський палац (1703-34) в різний час належав князям-єпископам Мюнстера, світським князям Естергазі та Аренбергам

Приблизно дві третини князів, що засідали в рейхстазі, були світськими особами (в 1792 році — 63 з 100), решта — духовними, тобто єпископами і архієпископами. Імперські князі, які обирали імператора, знаходилися в привілейованому становищі й називалися курфюрстами:
- Габсбурги (Богемія)
- Віттельсбахи (Пфальц/Баварія)
- Альбертинці (Саксонія)
- Гогенцоллерни (Бранденбург)
- Вельфи (Ганновер) — після 1692
- Архієпископи Майнца, Тріра та Кельна

Після реформи 1582 року голоси в Раді князів були закріплені за територіями, а не за конкретними особами. Внаслідок цього деякі сімейства мали багато голосів — за кількістю належних князівств. Наприклад, у граф Пфальца було шість голосів, а у курфюрста Ганноверського — сім. Інші голоси були позділені між різними гілками однієї родини. «Старі князі», що мали право голосу в рейхстазі 1582 року, належали до наступних можновладних домів (в порядку старшинства):
- Ернестинці
- Асканії
- Грейфи
- Мекленбурги
- Вюртемберги
- Гессенці
- Церінги
- Ольденбурги
- Савойці
- Геннеберги
- Лотаринзці
- Аренберги
- Ламарки

Протягом XVII–XVIII століть право голосу в рейхстазі отримали 15 фамілій («нові князі»). З них більшість висунулося з простих баронів на службі при віденському дворі і для отримання окремого права голосу за домовленістю з Габсбургами придбало сеньйорію, що була у безпосередній васальній залежності від імператора (unmittelbar), отже, розташовану за межами володінь Габсбургів, переважно в Швабії:
- Хехінгени
- Еггенберги
- Лобковіци
- Зальми
- Дітріхштейни
- Пікколоміні
- Нассау
- Ауерсперги
- Фюрстенберги
- Шварценберги
- Кірксена
- Ліхтенштейни
- Шварцбурги
- Турн-і-Таксіс

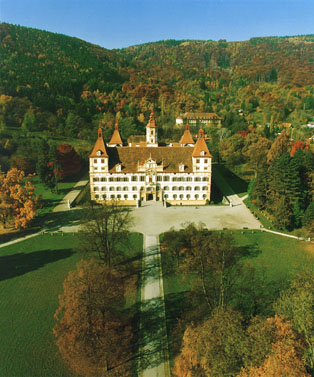
Ренесансний замок князя Еггенберга в Граці

Чотири голоси в рейхстазі мали в сукупності імперські графи. Деякі з них були даровані в кінці XVII-на початку XIX століття князівським титулом, без окремого права голосу. До цієї великої групи належали, зокрема, Еттінгени, Вальдеки, Рьойси, Гогенлое та Ліппе. Право голосу мали навіть деякі графські фамілії, що ніколи не володіли безпосередніми імперськими ленами (Віндішгреци, Нейпперги та інші) або втратили їх внаслідок медіатизації (Штольберги, Шенбурги).
У період наполеонівських воєн (1803-15). Священна Римська імперія була розпущена. Всі імперські князі, території яких при цьому увійшли до складу більших держав, були медіатизовані. Умовою медіатизації була наявність у князя володіння (феоду) в межах Священної Римської імперії, яке дозволяло йому брати участь у прийнятті рішень в рейхстазі, хоча б і на умові подання колективного голосу через раду графів.

## Інші

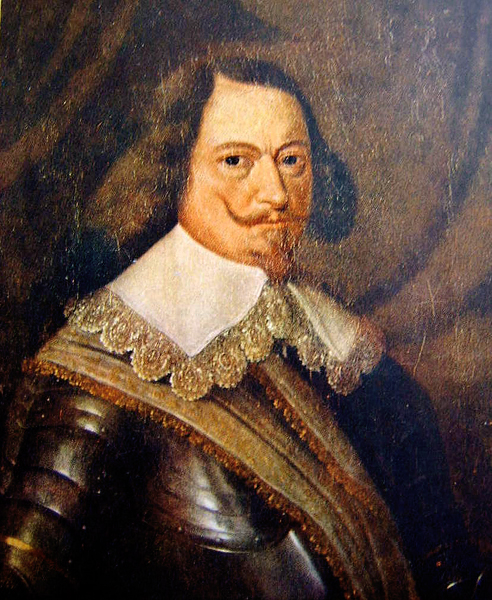
Яків Кеттлер

Не піддалися медіатизації при розпуску Священної Римської імперії всі ті фамілії, що були визнані імператором в княжому титулі, але не мали територій в межах Священної Римської імперії і не голосували в рейхстазі. Таким чином, не медіатизованою виявилася вся іноземна шляхта, яка часом століттями носила княжий титул (як, наприклад, польські магнати Радзивілли та Любомирські).
- 1654: Яків Кеттлер, герцог Курляндії і Семигалії, і його нащадки[1].

Серед української шляхти була ціла низка діячів, які отримували титул Князя Священної Римської імперії:
Санґушки, Чорторийські, Любомирські та інші.
Також титул Князя Священної Римської імперії мали:
- гетьман Іван Мазепа
- Олексій Розумовський.

З російських підданих княжого титулу імператорами Священної Римської імперії були удостоєні п'ять осіб:
- Олександр Данилович Меншиков (1705)
- Дмитро Костянтинович Кантемір (1723)
- Григорій Григорович Орлов (1763)
- Григорій Олександрович Потьомкін (1776)
- Платон Олександрович Зубов (1796)